# 2 de julho na Universíada de Verão de 2009
O dia 2 de julho de 2009 foi o terceiro dia de competições da Universíada de Verão de 2009. Foram disputadas sete modalidades e as primeiras oito finais. A primeira medalha foi entregue ao vencedor do punsae individual masculino (taekwondo) por volta das 17:30 (hora local da Sérvia) ou 15:30 (horário de Brasília). Iniciaram-se as competições de esgrima, ginástica artística e voleibol.

## Modalidades
| - Basquetebol - Esgrima - Futebol | - Ginástica artística - Polo aquático | - Taekwondo - Voleibol |

## Campeões do dia
Esses foram os "campeões" (medalhistas de ouro) do dia:
| Medalhas de Ouro    | Medalhas de Ouro            | Medalhas de Ouro | Medalhas de Ouro                                     | Medalhas de Ouro | Medalhas de Ouro |
| Modalidades         | Evento                      | País             | Atleta(s)                                            | Recorde          | Ref.             |
| ------------------- | --------------------------- | ---------------- | ---------------------------------------------------- | ---------------- | ---------------- |
| Esgrima             | Sabre individual masculino  | China            | Wang Jingzhi                                         | —                |                  |
| Esgrima             | Florete individual feminino | Polónia          | Ewa Nelip                                            | —                |                  |
| Ginástica artística | Equipe feminina             | China            | Cheng Fei He Ning Jiang Yuyuan Zhou Zhuoru Liu Nanxi | —                |                  |
| Taekwondo           | Punsae individual masculino | Coreia do Sul    | Lee Ki-Sung                                          | —                |                  |
| Taekwondo           | Punsae individual feminino  | Espanha          | Laura Kim Kim                                        | —                |                  |
| Taekwondo           | Punsae equipe masculina     | Coreia do Sul    | Ji Ho-Yong Lee Ki-Sung Lee Sang-Mok                  | —                |                  |
| Taekwondo           | Punsae equipe feminina      | Coreia do Sul    | Ahn Jin-Young Hwang Cho-Rong Lee Han-Na              | —                |                  |
| Taekwondo           | Punsae dupla mista          | Espanha          | Laura Kim Kim Mikel Martínez del Río                 | —                |                  |

## Líderes do quadro de medalhas ao final do dia
| Ordem | País              | Medalha de ouro | Medalha de prata | Medalha de bronze |   |
| ----- | ----------------- | --------------- | ---------------- | ----------------- | - |
| 1     | KOR Coreia do Sul | 3               | 1                | 1                 | 5 |
| 2     | CHN China         | 2               | 2                | 1                 | 5 |
| 3     | ESP Espanha       | 2               |                  | 1                 | 3 |
| 4     | POL Polônia       | 1               |                  |                   | 1 |
| 5     | VIE Vietnã        |                 | 2                | 1                 | 3 |